# Swedish Open 2018
Lo Swedish Open 2018 (noto come SkiStar Swedish Open 2018 per ragioni di sponsorizzazione) è stato un torneo di tennis giocato sulla terra rossa. È stata la 71ª edizione del torneo maschile, facente parte della categoria ATP World Tour 250 series nell'ambito dell'ATP World Tour 2018. Si è disputato dal 16 al 22 luglio 2018. Il torneo femminile non è stato disputato, poiché rimpiazzato dalla Moscow River Cup.

## Partecipanti

### Teste di serie
| Nazionalità | Giocatore           | Ranking* | Testa di serie |
| ----------- | ------------------- | -------- | -------------- |
| Argentina   | Diego Schwartzman   | 11       | 1              |
| Spagna      | Pablo Carreño Busta | 12       | 2              |
| Italia      | Fabio Fognini       | 16       | 3              |
| Francia     | Richard Gasquet     | 31       | 4              |
| Spagna      | Fernando Verdasco   | 34       | 5              |
| Argentina   | Leonardo Mayer      | 36       | 6              |
| Spagna      | David Ferrer        | 37       | 7              |
| Australia   | John Millman        | 56       | 8              |

* Ranking del 2 luglio 2018.

### Altri partecipanti
I seguenti giocatori hanno ricevuto una wild card per il tabellone principale:
- Jaume Munar
- Casper Ruud
- Mikael Ymer

I seguenti giocatori sono passati dalle qualificazioni:

- Simone Bolelli
- Zdeněk Kolář
- Juan Ignacio Londero
- Corentin Moutet

Il seguente giocatore è entrato in tabellone come lucky loser:
- Henri Laaksonen

### Ritiri
Prima del torneo
- Nicolás Kicker → sostituito da  Thiago Monteiro
- Viktor Troicki → sostituito da  Henri Laaksonen
- Stefanos Tsitsipas → sostituito da  Lorenzo Sonego
- Stan Wawrinka → sostituito da  Gerald Melzer

## Campioni

### Singolare maschile
Fabio Fognini ha battuto in finale  Richard Gasquet col punteggio di 6-3, 3-6, 6-1.
- È il settimo titolo in carriera per Fognini, il secondo della stagione.

### Doppio maschile
Julio Peralta /  Horacio Zeballos hanno battuto in finale  Simone Bolelli /  Fabio Fognini col punteggio di 6-3, 6-4.